# Миссионерское богослужение
Миссионе́рское богослуже́ние (от лат. missio — посылка, отправление) —  богослужение, во время которого в дополнение к молитве Богу объясняется само богослужение. Достигается такая задача через толкование смысла и значения богослужебного чинопоследования в некоторых местах службы в форме богословских комментариев и с помощью других элементов катехизации.
Миссионерское богослужение имеет своей задачей помочь людям глубже понять смысл церковной службы. Наличие конкретного адресата миссионерских богослужений не исключительная их особенность, поскольку направленность проповеди имеет значительное влияние на «адресность» таких, например, богослужений, как детские Литургии, которые совершает, в частности, выпускник МПДА, благочинный Лосино-Петровского благочиннического округа Московской епархии священник Павел Галушко, солдатская Литургия и т.п. 
Традиционно Пресвитерианская церковь активнее других церквей занимается миссионерским богослужением. Среди наиболее известных миссионеров в ее истории — пресвитерианский миссионер Джордж Лесли Маккей, проповедовавший на Тайване (Формозе). 

## Термин
Термин «миссионерское богослужение» является официальным, однако в интернет-пространстве такие богослужения чаще называются терминами «миссионерская литургия», «литургия с пояснениями», «литургия с объяснениями», реже — «литургия с толкованиями». В частности, наиболее распространённый термин «миссионерская литургия», чаще всего применяемый к миссионерской Литургии Иоанна Златоуста, отражает только один из вариантов такого богослужения. 
В связи с тем, что объём понятия «миссионерское богослужение» официально не ограничен, возможно объяснение других православных чинопоследований: литургии преждеосвященных Даров, Всенощного бдения (в том числе великопостного с повечерием), вечернего богослужения в широком смысле, полунощницы и других частей суточного круга богослужения, различных Таинств и чинопоследований Православной Церкви.

## Причина учреждения миссионерского богослужения
Согласно «Концепции», причиной учреждения в Русской Православной Церкви традиции совершения богослужений с объяснениями является непонимание или неполное понимание православного богослужения различными людьми. Согласно документу, такая причина относится как к светским людям, так и к воцерковленным. По мысли авторов идеи таких служб, они должны помочь людям в понимании богослужения и в приобретении опыта духовной жизни.
Диакон Антоний Данилов посвящает непониманию богослужения один из параграфов диссертации и доклад, прочитанный им в Российской христианской гуманитарной академии на тему «Историческая причина появления традиции миссионерского богослужения в Русской Православной Церкви». В частности, автор пишет, что принятие решения о введении в миссионерскую традицию РПЦ миссионерских богослужений стало целенаправленным актом Миссионерского отдела Священного Синода РПЦ. Этот шаг имел целью повысить в современном обществе уровень осознания православного богослужения, которое после периода существования советского режима многим людям стало не понятно. 
В работе диакона Антония приводятся некоторые примеры проблемных церковнославянских богослужебных текстов, усложняющих понимание службы:
- «отры́гнут устне́ мои́ пе́ние» (Пс. 118: 171);
- «приложи́ им зла, Го́споди, приложи́ зла сла́вным земли́» (Ис. 26.15);
- «страсте́й мои́х непостоя́нное и лю́тое утоли́ смуще́ние»  (правильный перевод: «страстей моих неодолимое и свирепое умерь возмущение»; неверный ассоциативно возникающий перевод: «страстей моих непостоянное и свирепое умерь смущение»);
- «о вся́кой души́ христиа́нстей, скорбя́щей же и озло́бленней, ми́лости Бо́жии и по́мощи тре́бующей»  (правильный перевод: «о всяком христианине страдающем и обиженном, нуждающемся в милости и помощи Божиих»; неверный ассоциативно возникающий перевод: «о всякой христианской душе, скорбящей и озлобленной, требующей милости и помощи Божиих»);
- калькированный перевод «Херувимской», приведший к искаженному и непонятному результату: «И́же Херуви́мы та́йно образу́юще (греч. Οἱ τὰ Χερουβεὶμ μυστικῶς εικονίζοντες), и животворя́щей Тро́ице трисвяту́ю песнь припева́юще (греч. καὶ τῇ Ζωοποιῷ Τριάδι τὸν Τρισάγιον ὕμνον προσᾴδοντες), вся́кое ны́не жите́йское отложи́м попече́ние (греч. πᾶσαν τὴν βιωτικὴν ἀποθώμεθα μέριμναν). Я́ко да Царя́ всех поды́мем, А́нгельскими неви́димо дориноси́ма чи́нми (греч. ὠς τὸν βασιλέα τῶν ὃλων ὑποδεξόμενοι ταῖς ἀγγελικαῖς ἀοράτως δορυφορούμενον τάξεσιν). Аллилу́иа, аллилу́иа, аллилу́иа» (вариант правильного перевода: «Мы (все), образ херувимов в Тайне сей являюще и животворящей Троице трисвятую песнь с ними воспевающе, забудем ныне все житейские волнения (или: все земные попечения), ибо мы Царя всех примем, охраняемого ангельскими незримыми (невидимыми) чинами. Аллилуйя, аллилуйя, аллилуйя!») и мн. др. примеры[11].

Кроме проблем неясности церковнославянского языка богослужения и неточности переводов с языка оригинала на церковнославянский, непонимание церковной службы может возникать по следующим причинам: 
- отсутствие мотивации к познанию и пониманию богослужения;
- проблемы человека, связанные с литургической жизнью;
- отделение в сознании верующих богослужения от реальной жизни;
- невнятное, тихое, быстрое чтение и пение богослужебных текстов, в том числе Апостола и Евангелия, а также длительное поминовение живых и усопших на ектении;
- тексты, некорректные с богословской точки зрения, например, некоторые места из службы погребения Божьей Матери;
- неоправданно длинная пауза между запричастным стихом и причащением;
- большие различия в требованиях к условиям участия христиан в причащении;
- отвлекающие моменты на службе (шум и разговоры, наличие неканонических изображений и икон, неразборчивое и излишне «оперное» пение, совершение исповеди во время Литургии, не оправданное необходимостью, проведение одновременно нескольких служб (молебны, панихиды, отпевания) в одном храме и т. д.)[12].

## Прецеденты объяснения православного богослужения в церковной истории
Существуют историко-литургические свидетельства объяснения богослужения за самим богослужением в древней христианской Церкви, восходящие ко II пол. V в. Эти сведения свидетельствуют о том, что идея и практика объяснения богослужения за самим богослужением появилась в христианской Церкви в первые века христианства и может быть названа традиционной или исторической. В различных геополитических условиях на разных исторических этапах толкование службы выражалось в различных формах.
Например, Псевдо-Дионисий Ареопагит в своем труде «О церковной иерархии» («др.-греч. Περί  ẻκκλησιάστικης ι̉εράρχιασ»), входящем в состав Corpus Areopagiticum, излагая последование Литургии, а именно её части, названной «Таинство собрания, или же приобщения» («Μυστήριον συνάξεως, ει̉́τ ου̉ν κοινωναίς»), пишет, что после возвещения мира и чтения диптихов

иерарх становится прямо перед божественным жертвенником <…> и, воспев священные богодействия, иерарх священнодействует божественнейшее и предлагает лицезрению (ο̉́ψιν α̉́γει) всех то, что воспевается с помощью священно предложенных символов— Дионисий Ареопагит. О церковной иерархии
В подстрочном комментарии на эти слова автором книги говорится, что действия и слова священника в этот момент носили объяснительный характер:

То есть поясняет воспеваемое, например, — что то-то и то-то Христово, и то-то Христово. При этом он и показывает и на священные дары, говоря, что они — «во оставление грехов и в жизнь вечную» и — тому подобное таинственное— Там же, с. 57.
Трудами по изъяснению чинопоследования богослужения в Константинопольской Церкви времен существования Византийской империи являются:
1. «О церковной иерархии», входящий в состав «Corpus Areopagiticum» (анонимный автор; не ранее II пол. V в., Византия);
2. «Мистагогия» (составитель — Максим Исповедник; 2-я четв. VII в., Византия);
3. «Церковная история» (в более ранних источниках он связывается с именем свт. Василия Великого (с формуляром его литургии он связан текстологически), а в более поздних — с именем свт. Германа I, Патриарха Константинопольского; сер. VIII в., Византия);
4. «Протеория» (составитель — Николай Андидский; XI в., Византия);
5. «Беседа архиерея с клириком о святых священнодействиях и таинствах церковных» (Симеон Фессалоникийский (Солунский); 20-х гг. XV в., Византия)[14].

Примером совершения богослужения в миссионерских целях является Литургия, которую служили в Константинопольском храме св. Софии для русских послов в Χ в. (они были отправлены князем Владимиром в различные государства в целях поиска наилучшей религии для славян Руси). Диалог князя с послами содержит в себе следующий фрагмент:

«Идете пакы в нѣмцѣ и сглядайте такоже, и оттуду идете въ Грѣкы». Они же придоша в нѣмцѣ и сглядавше церковь и службу ихъ, и придоша к Цесарюграду и внидоша къ цесарю. Цесарь же испыта, коея ради вины придоша. Они же исповѣдаша ему вся бывшая. Се слышавъ цесарь и рад бысть, и честь велику створи имъ въ тъ день. Наутрѣя же посла къ патрѣарху, глаголя сице: «Придоша русь, пытающе вѣры нашея, да пристрой церковь и крилосъ и самъ причинися въ святительския ризы, да видять славу Бога нашего». И си слышавъ патрѣархъ и повелѣ созвати крилось всь, и по обычаю створи празникъ, и кадила вьжгоша, и пѣния ликы составиша. И иде и цесарь с ними во церковь, и поставиша я на пространьнѣ мѣстѣ, показающе красоту церковьную, и пѣнья, и службу архиерѣйскы, и предстоянья дьяконъ, сказающе имъ служение Бога своего. Они же въ изумѣньи бывше и удивившеся, похвалиша службу ихъ. И призвавша я цесаря Василѣй и Костянтинъ, и рѣста имъ: «Идете в землю вашю». И отпустиша я с дары великы и с честью. Они же придоша в землю свою. И созва князь бояры своя и старца, рче Володимеръ: «Се придоша послании нами мужи, да слышимъ от нихъ бывшее», и рече имъ: «Скажите предъ дружиною». Они же рѣша, яко «ходихомъ первое в Болгары и смотрихомъ, како ся кланяють въ храминѣ, рекше в ропатѣ, стояще бес пояса: и поклонивься, сядет и глядить сѣмо и овамо, акы бѣшенъ, и нѣсть веселия у нихъ, но печаль и смрадъ великъ. И нѣсть добръ законъ ихъ. И придохомъ в Нѣмцѣ и видихомъ службу творяща, а красоты не видихомъ никоеяже. И придохом же въ Грѣкы, и ведоша ны, идеже служать Богу своему, и не свѣмы, на небеси ли есмы были, или на землѣ: нѣсть бо на земли такого вида или красоты такоя, недоумѣемь бо сказати. Токмо то вѣмы, яко онъдѣ Богъ съ человѣкы пребываеть, и есть служба ихъ паче всих странъ. Мы убо не можемь забыти красоты тоя — всякъ бо человѣкъ, аще преже вкусить сладка, послѣди же <…> не можеть горести прияти — тако и мы не имамъ сде жити».— Повесть временных лет (Подготовка текста, перевод и комментарии О.В. Творогова)
В более поздней агиографии XIX в. это событие передается короче, но идентично по смыслу.
Во многие периоды истории Православной Церкви литургическая экзегетика была выражена через церковное искусство, в первую очередь, иконопись. Как правило, это была иконография. Например, в византийском искусстве священные образы служили целям экзегетики (Евхаристии, христологических, мариологических догматов и т. д.). В IV веке параллельно с символическими образами Спасителя появляются Его исторические изображения, более понятные обычным людям.
Кандидат искусствоведения Н.В. Квливидзе пишет об объяснении некоторых особенностей православного богослужения посредством иконографии:

в XII в. <…> в росписях алтарных апсид в центре святительского ряда начинают изображать Младенца Христа, лежащего на престоле (фрески церкви вмч. Георгия в Курбинове (Македония), 1191). Иногда дается букв. иллюстрация евхаристии и тело Младенца изображается расчлененным (церковь свт. Николая (Манастир), 1271). Позже эти изображения попадают в лицевое шитье (покровцы). В XVI в. получает распространение иконография св. Иоанна Предтечи, в руках которого чаша с Младенцем, что прямо иллюстрирует евангельский текст «Се Агнец Божий». В рус. иконописных подлинниках под иконографией «Агнец Божий» понимается изображение Младенца на дискосе (Сийский иконописный подлинник, 2-я пол. XVII в.)— Н.В. Квливидзе. Агнец Божий.
Такое художественное осмысление и богослужения, и его толкования обусловлено чертой неизменности в христианском искусстве, вытекающей из неизменной функции христианского храма — служить вместилищем Таинства Евхаристии.
Как продолжение традиции литургической экзегетики, в книге проф. протодиакона Андрея Кураева «Ответы молодым» ещё в 2003 г. появились призывы объяснять богослужение для современных людей. В книге делается вывод о желательности совершения миссионерских богослужений там, где есть актуальность и благословение правящего архиерея. На вопрос «А богослужение на миссионерско-молодёжном приходе может чем-то отличаться?» проф. Кураев в указанной книге отвечает так:

прежде всего скажем, что — не обязано. Если на этом приходе будет атмосфера миссионерской приветливости, радости о вошедших, если там будут возможности для общения прихожан между собой и со священником, то и не надо в богослужении ничего менять. Но если уже есть согласие и прихода, и настоятеля, и епископа на то, чтобы и сама служба носила миссионерский характер, то тогда, мне кажется, можно было бы сделать следующее. В таком храме раз в месяц можно было бы служить всенощную с комментариями. Ведь многие священники совершают Крещение с комментариями, то есть поясняют: «Вот сейчас мы отрежем вашему малышу волосики, и это будет означать то-то и то-то». А что мешает всенощное бдение совершать так же? Перед каждым действием за одну-две минуты объяснять, что сейчас будет сделано и почему. Например: «Братья и сестры, сейчас будет звучать ектенья, ектенья — это перечень наших прошений к Богу. Но это не молитва! Диакон не молитву читает, а называет повод к вашей личной молитве, то, о чем вы должны молиться в эту минуту. И вот пока хор будет петь „Господи, помилуй“, каждый из вас про себя, своими словами, должен помолиться о тех людях, о тех нуждах, о которых нам напомнил диакон в ектении…» <…> Такой миссионерский храм тогда стал бы шлюзом. Люди в него входили бы и вскоре выходили: получив навык молитвы и понимания богослужения, они затем уже шли бы в обычные приходские храмы— Кураев А.В. Ответы молодым

## История миссионерского богослужения
Как пишет в своей диссертации диакон Антоний Данилов, совершение миссионерского богослужения в Русской Православной Церкви de facto началось в середине 90-х годов прошлого столетия. Само время и обстоятельства возрождения Русской Церкви после советской атеистической пропаганды, отделённость русского народа от духовных основ подсказали священнослужителям такую форму воцерковления и просвещения новообращенных. Однако только 27 марта 2007 г. Миссионерским отделом Священного Синода РПЦ была принята «Концепция миссионерской деятельности РПЦ».
С 2007 по 2010 гг. подходы к совершению миссионерских служб в различных епархиях практически не отличались друг от друга. В этот период во многих практикующих миссионерские службы храмах совершались миссионерские Литургии свт. Иоанна Златоуста с тремя богословскими комментариями (автор типа - протоиерей Димитрий Карпенко). Это был первоначальный опыт трехчастного объяснения Литургии. Оно подразумевало истолкование богослужения перед Литургией, после евангельской проповеди и по запричастном стихе. Такой вариант богословских комментариев несколько лет присутствовал на некоторых авторитетных интернет-ресурсах РПЦ, распространялся свободно, и любой желающий миссионер и/или катехизатор мог беспрепятственно скопировать и использовать этот материал. В 2010 г. этот тип комментария был заменен другим и пропал из интернет-пространства. Однако свидетельство о практике трехчастного объяснения Литургии запечатлено в статье протоиерея Димитрия Карпенко «Вопрос о миссионерском богослужении в контексте Предания Церкви». 
27 февраля 2008 г. в Крестовоздвиженском монастыре г. Екатеринбурга по благословению архиепископа Екатеринбургского и Верхотурского Викентия была совершена и впервые в истории РПЦ записана на видео миссионерская Литургия Иоанна Златоуста. Эта служба отличалась бо́льшим количеством богословских комментариев и более подробным их содержанием. Совершала эту службу братия монастыря, а комментировал — протод. Андрей Кураев. Существуют свидетельства о воцерковлении людей благодаря изучению богослужения на основе этой записи.
В 2010 г. увидело свет первое официальное издание РПЦ по богословской дисциплине, изучающей миссионерскую деятельность — миссиологии (авторство учебника принадлежит Синодальному миссионерскому отделу РПЦ). В нём впервые были даны примерные рекомендации относительно частоты богословских комментариев, чем был решен важный, волновавший многих миссионеров вопрос относительно того, как часто давать такие комментарии за время одной службы. В учебнике говорится, что комментарии при объяснении Литургии Иоанна Златоуста вставляются перед или после важнейших литургических моментов.
После выхода учебного пособия протоиереем Димитрием Карпенко был разработан новый тип богословских комментариев в двух вариантах. Первый из них явился толкованием Литургии Иоанна Златоуста и представлял собой способ изъяснения этого богослужения путём произнесения пяти богословских комментариев и одной экзегетической проповеди после евангельского чтения. 
Второй вариант представлен толкованием на чинопоследование Литургии Преждеосвященных Даров путём произнесения шести богословских комментариев и одной экзегетической проповеди. 
Как первый, так и второй варианты были составлены по благословению Иоанна, митр. Белгородского и Старооскольского, и опубликованы взамен исчезнувшему первому типу трехчастного комментария на нескольких авторитетных ресурсах РПЦ, в том числе на сайте «Православие и мир». Распространение этих текстов остается свободным и доступным.
23 января 2011 г., православный блогер Макар Кульков опубликовал на своей странице в LiveJournal до сих пор единственные в своем роде богословские комментарии ко Всенощному бдению.
30 ноября 2013 г. была предложена не общеобязательная альтернатива богословским комментариям в виде использования мультимедийных средств. Архиепископ Петергофский Амвросий (Ермаков), впервые совершивший богослужение с мультимедийным сопровождением в храме Воскресения Христова («Спаса-на-Крови», Санкт-Петербург), явил тем самым осмысление толкования богослужения в иной форме. За этим богослужением не было произнесено ни одного словесного богословского комментария. Они были вынесены на слайды, сменяющиеся в зависимости от хода богослужения на двух мультимедийных экранах. Последние были установлены лицевой стороной к западной части храма, близко ко входу у двух первых колонн. На них желающие могли прочесть плавно сменяющиеся названия частей службы и краткие их объяснения. Трансляция происходящего в алтаре, как и какое-либо видео отсутствовали. Желающие лучше понять службу могли встать в западной части храма, тогда как люди, в этом не нуждающиеся, могли пройти вперёд.
13 февраля 2014 г. в интернет-журнале «Образование и православие» была опубликована статья студента Санкт-Петербургской православной духовной академии диакона Антония Данилова под названием «Миссионерское богослужение»]. Позже статья была дублирована на сайте Academia.edu. Тот же автор во второй половине 2014 г. по частям опубликовал свою дипломную работу под названием «Гомилетическое расширение миссионерского богослужения» о трех средствах катехизации миссионерского богослужения (богословских комментариях, проповеди после чтения Евангелия и брошюрах для миссионерского богослужения), защищенную в Московской духовной семинарии в 2013 г.
В настоящее время совершение и исследование миссионерских богослужений в РПЦ продолжается. Информация о прошедших или планируемых миссионерских богослужениях обычно выкладывается на сайтах православных храмов, монастырей, благочиний, епархий, духовных учебных заведений Русской Православной Церкви  и т.п., а их видеозаписи -  в YouTube.

## Элементы катехизации
Разделение задач миссионерского богослужения на миссионерские и катехизаторские подразумевает прежде всего не градацию, а объединение, поэтому диакон Антоний Данилов называет такое богослужение миссионерски-катехизаторским. 
Элементы катехизации миссионерского богослужения имеют следующие виды:
- Богословские комментарии (лат. сommentarius - толкование). Такие комментарии могут быть произнесены за любым богослужением с целью разъяснить смысл и значение чинопоследования службы. «Концепция» говорит о них следующее:

Богослужение без нарушения его цельности и молитвенного настроя верующих в необходимых случаях сопровождается богословскими комментариями или посредством распространения брошюр с объяснением смысла богослужения и совершаемых молитв. Подобная катехизация также необходима при совершении всякого Таинства и обряда.— «Концепция миссионерской деятельности»
 Типовых примеров экзегетики Таинств и обрядов пока неизвестно.
В интернет выложены типовые примеры богословских комментариев:
- протоиерея Димитрия Карпенко к Литургии Иоанна Златоуста[28];
- протоиерея Димитрия Карпенко к Литургии Преждеосвященных Даров[29];
- неизвестного автора ко Всенощному бдению[30].

Дополняя норму «Концепции», авторы учебного пособия по миссиологии (М., 2010) говорят о примерной частоте произнесения таких комментариев на Литургии:

основной метод, применяемый на таком богослужении — тематические комментарии, вставляемые в определенные моменты литургии (как правило, перед самим началом, после Малого входа, после чтения Евангелия, после Великого входа и по запричастном стихе), с помощью которых прихожанам объясняется смысл происходящего и акцентируется их молитвенное внимание на особо важных моментах Литургии— Миссиология: Учебное пособие.
Однако каждый миссионерский приход вправе определить для себя форму и частоту богословских комментариев самостоятельно, исходя из местных особенностей и благословения правящего архиерея.
- Брошюры для миссионерского богослужения. О таковых говорится как об альтернативе богословским комментариям:

```

```

Богослужение без нарушения его цельности и молитвенного настроя верующих в необходимых случаях сопровождается богословскими комментариями или посредством распространения брошюр с объяснением смысла богослужения и совершаемых молитв. Подобная катехизация также необходима при совершении всякого Таинства и обряда.— «Концепция миссионерской деятельности».
Такие брошюры подчас становятся не только и не столько альтернативой, сколько дополнением к устным комментариям.
- Экзегетическая проповедь после Евангелия.
- Возможность чтения Евангелия на русском и других национальных языках.
- Возможность совершения миссионерского богослужения на русском или другом национальном языке.
- Возможность использования для совершения миссионерского богослужения приспособительных помещений, в частности, палаток.
- Программы литургического обучения.

## Элементы, необходимые для совершения миссионерского богослужения
1. Благословение правящего архиерея. Юридически правильнее будет получить его в письменном виде, например, в виде подписанного архиереем прошения. Поскольку форма прошения на совершения таких богослужений еще не утверждена, она свободна. Однако при желании правящего епископа такое благословение может быть получено в устной форме.
2. Подготовленные тексты богословских комментариев, брошюр, переводов и другие материалы, необходимые для реализации тех или иных элементов катехизации.
3. При совершении миссионерского богослужения под открытым небом необходимо иметь палатку (над престолом и жертвенником) или храм-палатку. Ввиду наличия в такой палатке горящих свечей, при её эксплуатации важно соблюсти меры пожарной безопасности.